# 佐洛塔利帕河

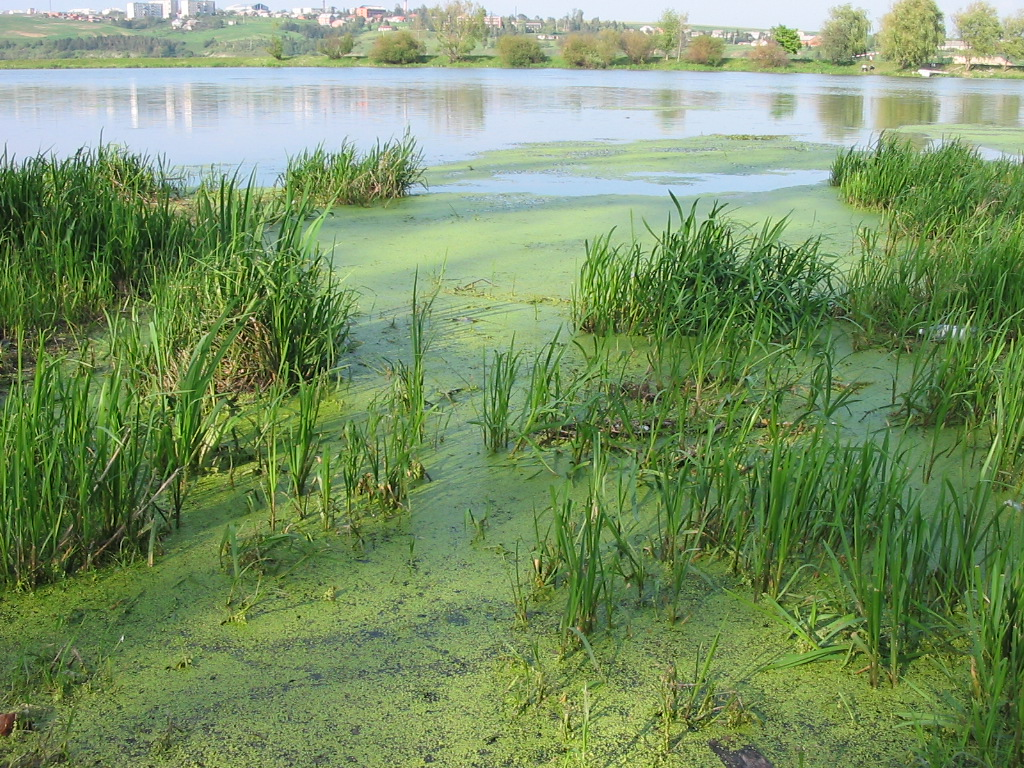

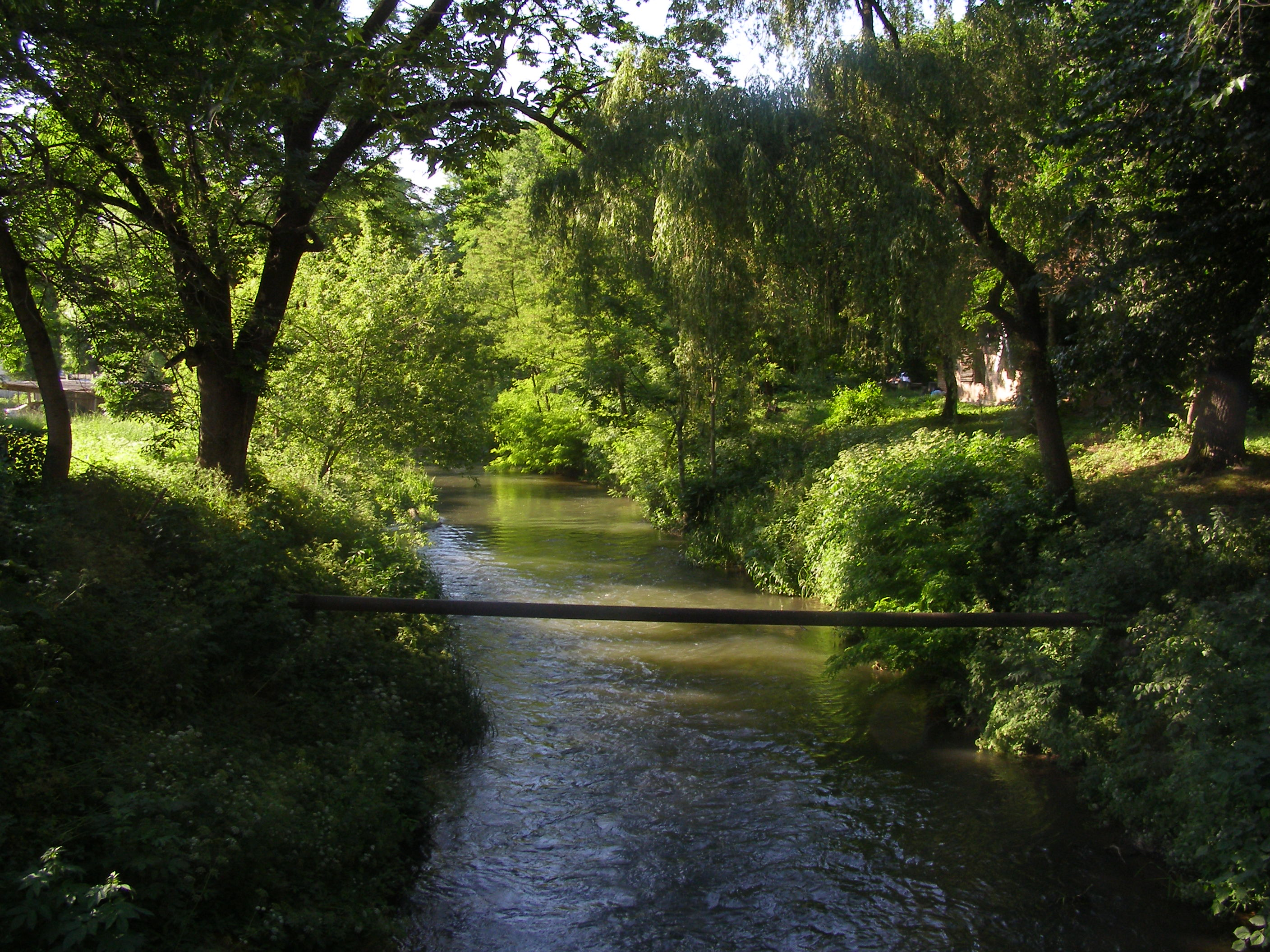

佐洛塔利帕河（羅馬化：Zolota Lypa）是烏克蘭的河流，位於該國西部，流經捷爾諾波爾州，屬於德涅斯特河的左支流，河道全長85公里，流域面積1,440平方公里。